# Buchnera baumii
Buchnera baumii är en snyltrotsväxtart som beskrevs av Adolf Engler och Gilg.. Buchnera baumii ingår i släktet Buchnera och familjen snyltrotsväxter. Inga underarter finns listade i Catalogue of Life.